# Perisztülion

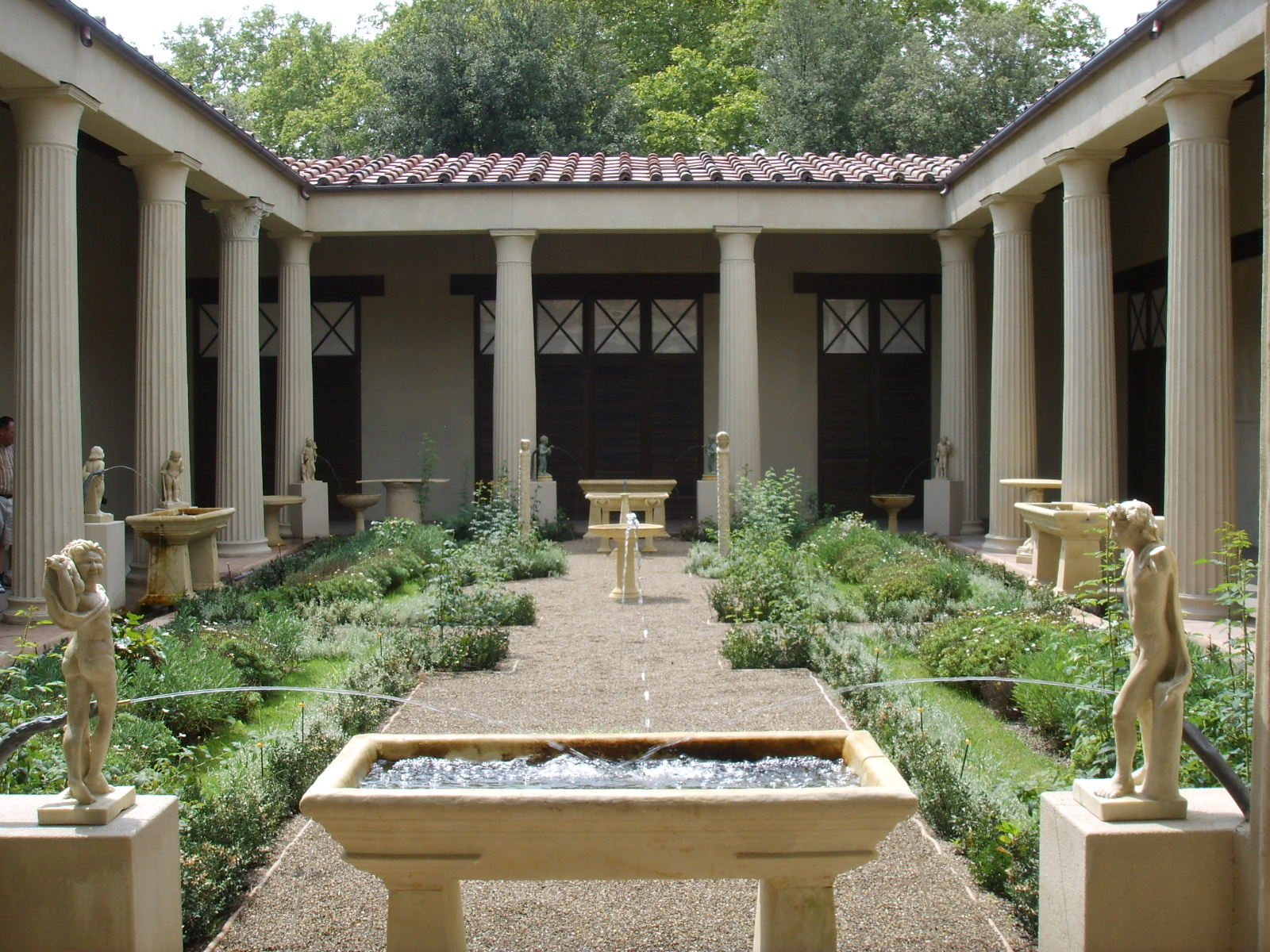
Rekonstruált pompeii lakóház perisztiliuma

A perisztülion, perisztülosz (ógörög περίστυλος) vagy perisztilium (latin peristylium) az ókori görög és római építészetben oszlopsorral négy oldalról körbevett tér. Jellemzően a lakóházak nyitott belső udvara vagy átriuma, de a peripterosz néven ismert görög templomtípus oszlopfolyosóval körbevett, fedett cellája is lehetett perisztülion.